# Hiacynt (syn Amyklasa)
Hiacynt (także Hiakintos, Hyakintos; gr. Ὑάκινθος Hyákinthos, łac. Hyacinthus) – w mitologii greckiej piękny młodzieniec, ukochany Apollina i boga wiatru Zefira, królewicz spartański.
Uchodził za syna króla Amyklasa (lub Ojbalosa) i Diomede lub Perieresa i muzy Klio. Był pięknym młodzieńcem, kochankiem Apollina, który nauczał go strzelania z łuku oraz gry na cytrze. Zefir, który (podobnie jak poeta Tamyris) zabiegał o jego względy, ale lekceważony przez Hiacynta, z zazdrości tak skierował dysk rzucony przez Apollina, że zranił on śmiertelnie kochanka. Z krwi zmarłego wyrósł kwiat zwany dziś hiacyntem, a jego ciało Apollo zabrał na Olimp. W micie tym zawarta była symbolika wiosennego rozkwitu świeżej roślinności, którą Apollon Hyakinthios następnie uśmiercał (jako bóg światła) palącymi promieniami słońca.
Grób Hiacynta pokazywano w świątyni Apolla w Amyklaj opodal Lacedemonu, gdzie znajdował się też posąg przedstawiający go jako dojrzałego mężczyznę. Na jego cześć latem urządzano w całym państwie spartańskim trzydniowe uroczystości zwane Hyakinthia. Podczas tego obchodzonego dorocznie w lipcu święta odbywały się w Amyklaj popisy chórów dzieci i młodzieńców, a dziewczęta ofiarowywały bóstwu tkany przez siebie chiton. 
Ustalono, że kult Hiacynta, podobnie jak jego imię (zawierające grupę charakterystycznych zgłosek nth), jest pochodzenia przedgreckiego i zdaniem badaczy było to lokalne bóstwo mające pewien związek z miejscowym kwiatem. W II tysiącleciu p.n.e. zostało włączone do wierzeń greckich przybyszów, a wątek romantycznego uczucia pomiędzy nim i bogiem olimpijskim jest znacznie późniejszym dodatkiem, z okresu po 600 p.n.e.